# Алпско скијање на Зимским олимпијским играма 1984.
Алпско скијање на Олимпијским играма 1984. у Сарајеву СФРЈ, одржано је од 13 до 19. фебруара 1984. године. Такмичење је одржано на скијашким теренима Бјелашнице (мушкарци) и Јахорине (жене). На програму су биле по три дисциплине у мушкој и женској конкуренцији: спуст, слалом и велеслалом. То је био последњи пут да се изводио овај програм јер је од следећих игара предвиђено да се програм прошири за две мушке и женске дисциплине супервелеслалом и алпска комбинација.

## Освајачи медаља

### Мушкарци
| Дисцилина           | Злато      | Сребро      | Бронза         |
| Спуст (детаљи)      | Бил Џонсон | Петер Милер | Антон Штајнер  |
| Велеслалом (детаљи) | Макс Јулен | Јуре Франко | Андреас Венцел |
| Слалом (детаљи)     | Фил Мер    | Стив Мер    | Дидије Буве    |

### Жене
| Дисцилина           | Злато          | Сребро         | Бронза         |
| Спуст (детаљи)      | Микела Фиђини  | Марија Вализер | Олга Харватова |
| Велеслалом (детаљи) | Деби Армстронг | Кристин Купер  | Перин Пелен    |
| Слалом (детаљи)     | Паолета Магони | Перин Пелен    | Урсула Концет  |

## Биланс медаља
| Плас. | Држава           | Злато | Сребро | Бронза | Укупно |
| ----- | ---------------- | ----- | ------ | ------ | ------ |
| 1     | Сједињене Државе | 3     | 2      | -      | 5      |
| 2     | Швајцарска       | 2     | 2      | -      | 4      |
| 3     | Италија          | 1     | -      | -      | 1      |
| 4     | Француска        | -     | 1      | 2      | 3      |
| 5.    | СФР Југославија  | -     | 1      | -      | 1      |
| 6.    | Лихтенштајн      | -     | -      | 2      | 2      |
| 7.    | Аустрија         | -     | -      | 1      | 1      |
| 8.    | Чехословачка     | -     | -      | 1      | 1      |
|       | Укупно 8         | 6     | 6      | 6      | 18     |